# Sigge Björkström
Josef Sigfrid (Sigge) Björkström, född 15 juni 1894 i Dingtuna församling, Västmanlands län, död 3 juli 1960 i Örebro, var en svensk trädgårdsmästare.
Björkström, som var son till Carl Johan Björkström och Anna Katarina Karlsson, studerade vid folkhögskola och Norrlands trädgårdsskola i Härnösand 1916–1918. Han var villaträdgårdsmästare vid Strömsbergs gård i Orresta 1919–1926 och hos fabrikör Sivert Herdin i Falun 1926–1940. Han bedrev under 1930-talet även konsulterande verksamhet beträffande trädgårdar och parker, bland annat vid Falu lasarett och Skogskapellet i Falun. Han var uteslutande konsulterande trädgårdsarkitekt och trädgårdsanläggare från 1940 och bosatt i Degerfors i Värmland. Han erhöll andra pris för trädgårdsritningar och akvareller vid Örebro läns hushållningssällskaps jubileumsutställning 1944.